# Odvíjení vlákna
Odvíjení vlákna (pinyin chánsīgōng, Wade-Giles ch'an² ssu1 kung1 纏絲功), také energie/síla spirály chánsījìng (纏絲勁) je základním principem Čchen tchaj-ťi čchüan jako vnitřního bojového umění. K jeho procvičování slouží obvykle sada jednoduchých cviků. Rozvinutí a porozumění jìng (勁) je cílem cvičení Čchen tchaj-ťi čchüan, je to celoživotní proces.
Jing se navenek projevuje jako spojení, forma pokročilého cvičence je spojená: jeho tělo funguje jako jeden celek, diagonálně jsou propojeny ruce a nohy, ramena a kyčle synchronně rotují v každé pozici. Ruce rotují podél své osy, otáčejí se střídavě za palcem a za malíkem, tělo je prostupné pro impulsy zdola. V tchaj-ťi čchüan není zbraní pěst, ale celé tělo spojené jing. K využití chánsījìng je třeba být správně uvolněný (Song nebo Fan Song).
Na mistrovské úrovni umožňuje spirálový pohyb značnou svobodu. Vnější forma jednotlivých mistrů se liší, podle toho jak spirály používají, někdo je dělá delší, někdo kratší, někdo začíná kruhy rukama - konec spirály - výše, někdo níže.
Podrobný popis a schémata v Chen Xinově manuálu: Chen Xin (陈鑫): 陈氏太极拳图说
nyní dostupném i anglicky jako The Illustrated Canon of Chen Family Taijiquan.